# Predpreteklik
Prèdpretêklik je glagolska oblika iz opisnega deležnika na -l in preteklika pomožnega glagola biti (npr. storil sem bil).

### Uporaba
S predpreteklikom lahko izražamo:
- dejanje v preteklosti pred kakim drugim dejanjem: Kaj si mu bil dal, da te ni mogel pozabiti?;
- dejanje, ki je v preteklosti povzročilo kakšno stanje: Starec ni odgovoril. Izgubljeno in motno se je bil zagledal nekam v prazno. – Mimo stare cerkve, ki ji je bila med vojno eksplozija odprla steno, so prišli pogrebci na pokopališče;
- davno preteklost: Ali še veš, kako je bilo tedaj, ko si bila šla od doma?

### Zgodovina
Prvo omembo predpreteklika v slovenščini je mogoče zaslediti v Bohoričevi slovnici iz leta 1584. Danes se namesto njega uporablja običajni preteklik. 

### Narečja
Nekatera narečja te oblike sploh ne poznajo, druga pa jo uporabljajo kot različico navadnega preteklika, za dejanja v oddaljeni preteklosti.  
V nekaterih govorih istrskega narečja na primer se predpreteklik uporablja za tvorjenje pogojnih odvisnikov v preteklosti. 
"Če bim bla znala, da ćeš prit', bim bla skuhala bobiče."  
Gre najbrž za vpliv hipotetične periode iz italijanske slovnice, ki za pogojne odvisnike uporablja pogojni naklon, v pretekliku sestavljen iz pomožnega glagola in deležnika, in v odgovarjajočem glavnem stavku zahteva vezni naklon (konjunktiv), prav tako v pretekliku sestavljen iz pomožnega glagola in deležnika:  
"Se avessi saputo che arrivavi, avrei cucinato i bobici."

### Danes
Predpreteklik danes uporabljajo večinoma le še starejši govorci in tisti, ki se zavestno trudijo, da ne bi izginil. Tudi v zbornem jeziku je raba predpreteklika izjemno redka. V pisnem jeziku se uporablja le v leposlovju, a tudi tu vse manj.
Zanimivo je, da predpreteklik v večini šol ni del rednega učnega načrta in da se ga tudi mnogo slovenistov aktivno ne trudi ohranjati.